# Orda Bukiejewska

Mapa ziem armii Kozaków Astrachańskich w 1858 roku

Orda Bukiejewska (kazach. Bökey Ordasy) – półautonomiczna jednostka administracyjna Imperium Rosyjskiego w XIX wieku.
Utworzona przez Kazachów w dorzeczu Uralu i Wołgi. Wchodziła w skład guberni astrachańskiej, funkcjonowała od początku XIX wieku do 1859.